# كينتو هانيدا
كينتو هانيدا (باليابانية: 羽田 健人) (مواليد 7 يوليو 1997) هو لاعب كرة قدم ياباني.

## وصلات خارجية
- كينتو هانيدا على موقع رابطة كرة القدم اليابانية للمحترفين (اليابانية)
- كينتو هانيدا على موقع قاعدة بيانات كرة القدم.إي يو (الإنجليزية)
- كينتو هانيدا على موقع Soccerway.com (الإنجليزية)
- كينتو هانيدا على موقع عالم كرة القدم.نت (الإنجليزية)